# (37278) 2000 YE7
(37278) 2000 YE7 es un asteroide perteneciente al cinturón de asteroides, descubierto el 20 de diciembre de 2000 por el equipo del Lincoln Near-Earth Asteroid Research desde el Laboratorio Lincoln, Socorro, Nuevo México.

## Designación y nombre
Designado provisionalmente como 2000 YE7.

## Características orbitales
(37278) 2000 YE7 está situado a una distancia media del Sol de 2,737 ua, pudiendo alejarse hasta 3,140 ua y acercarse hasta 2,334 ua. Su excentricidad es 0,147 y la inclinación orbital 14,180 grados. Emplea 1654,15 días en completar una órbita alrededor del Sol.

## Características físicas
La magnitud absoluta de (37278) 2000 YE7 es 14,69. 